# Lina Morgenstern

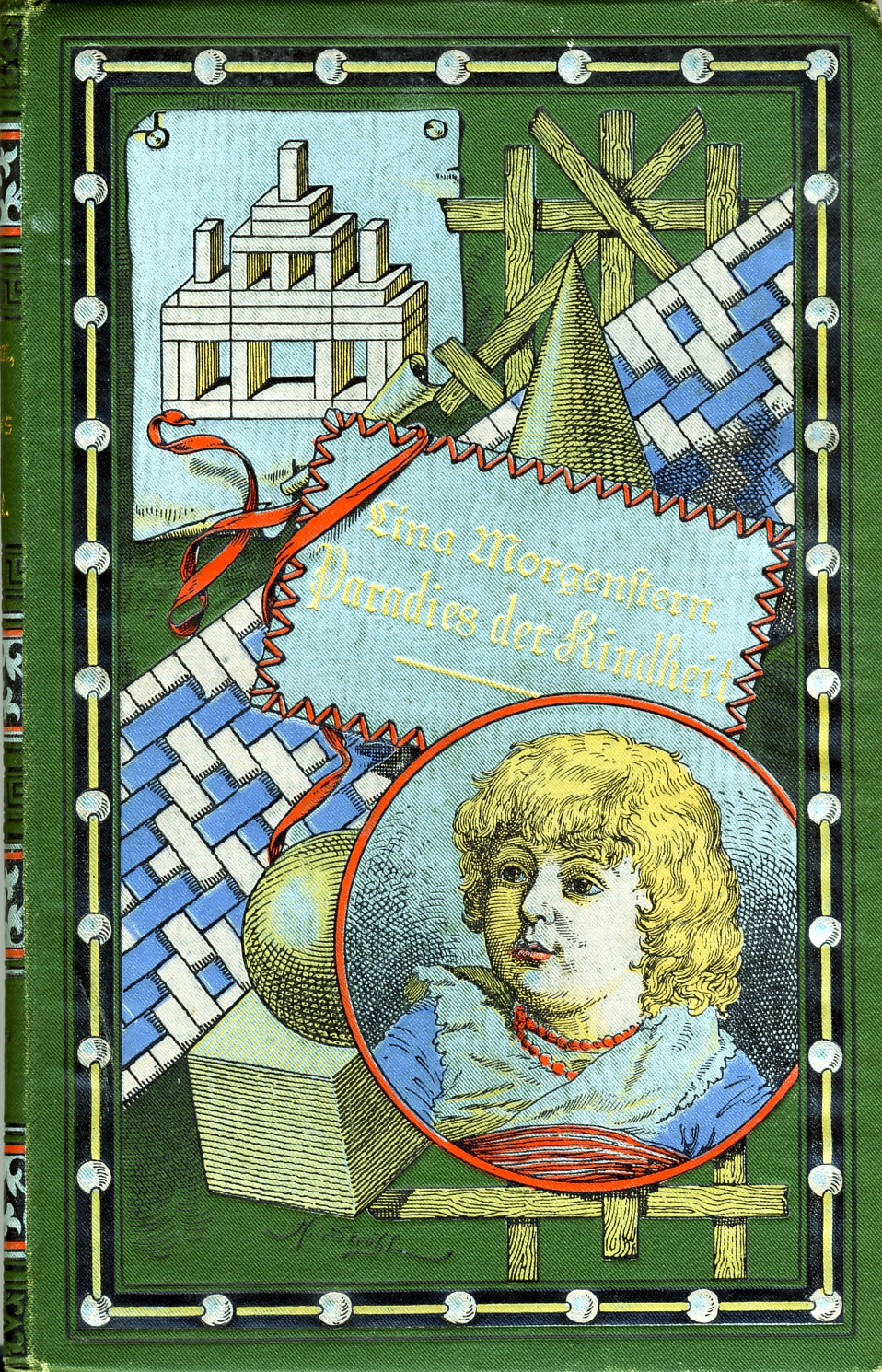
Paradies der Kindheit, 1900

Lina Morgenstern (Breslau, 25 de noviembre de 1830-Berlín, 16 de diciembre de 1909) fue una escritora, pedagoga, feminista y pacifista alemana. 
Nació en el seno de una familia judía comprometida con las causas sociales. Se casó en 1854 con Theodor Morgenstern y se fueron a vivir a Berlín. Empezó a escribir sobre todo artículos sobre educación y cuidados infantiles después de que su marido tuviera problemas financieros. En 1859 nació su hija Olga y ese mismo año fundó con Adolf Lette un sistema de transporte para guarderías, y más tarde seguiría con iniciativas tipo Volksküche durante la guerra austro-prusiana En 1896, organizó el Internationaler Kongress für Frauenwerke und Frauenbestrebungen en Berlín y entró en el comité directivo de Deutsche Friedensgesellschaft en 1897.

## Obra
- Das Paradies der Kindheit durch Spiel, Gesang und Beschäftigung (Leipzig, 1861)
- Ernährungslehre (1880)
- Die Frauen des 19. Jahrhunderts (1888-91)
- Der häusliche Beruf (1890)
- Illustriertes Universal-Kochbuch für Gefunde und Kranke ( Berlín, 1905)